# 里奧塞科縣

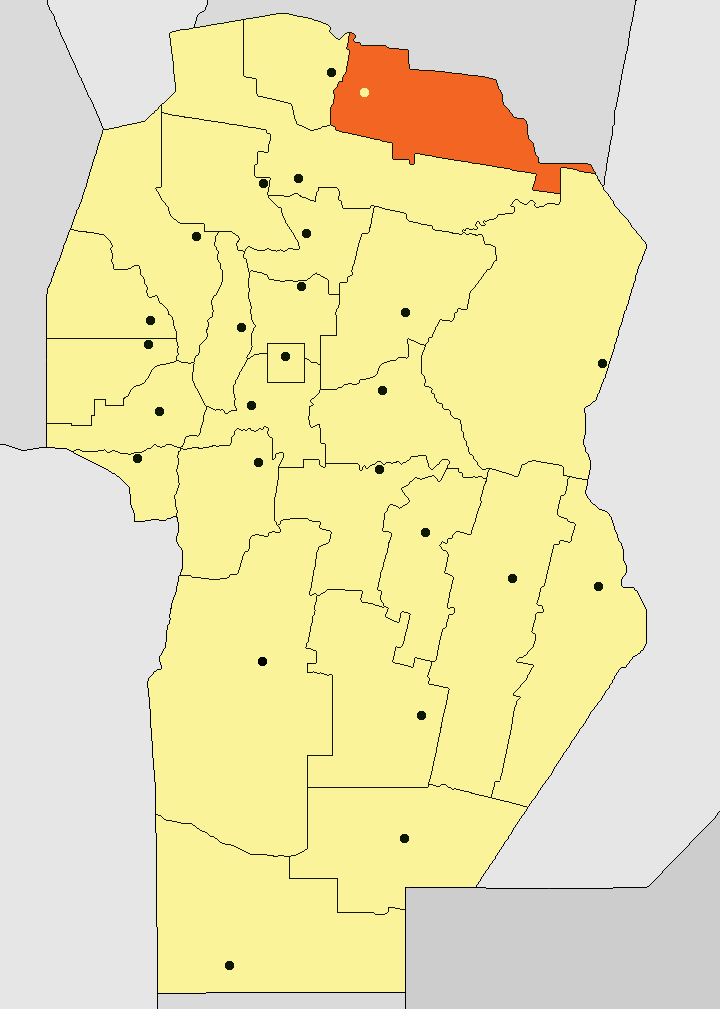

29°53′S 63°43′W / 29.883°S 63.717°W
里奧塞科縣（西班牙語：Departamento Río Seco），是阿根廷的縣份，位於該國中部科爾多瓦省，首府是瑪利亞鎮，面積6,754平方公里，2010年人口13,242，人口密度每平方公里1.96人。